# Bentley Hunaudières
Bentley Hunaudières − koncepcyjny hipersamochód firmy Bentley, pierwszy opracowany po przejęciu przez Volkswagen Group Samochód ten zaprezentowano w 1999 roku na wystawie w Genewie. Nazwa Hunaudieres nawiązuje do najszybszej prostej na torze Le Mans, gdzie w latach dwudziestych Bentley święcił sukcesy. Jest to dwudrzwiowe coupe. Do napędu posłużyła jednostka W16 od VW, która została wykorzystana w Bugatti Veyron, ale jest dużo słabsza od niej. Z pojemności 8004 cm³ uzyskuje moc 463,5 kW (630 KM) przy 6000 obr./min i maksymalny moment obrotowy 721 Nm przy 4000 obr./min. Rozwija maksymalną prędkość 350 km/h. Podwozie i układ przeniesienia napędu zapożyczono z Lamborghini Diablo VT. Rama nadwozia wykonana jest ze stali oraz włókien węglowych. Na koła założono opony 265/30 ZR 20 z przodu oraz 335/35 ZR 20 z tyłu.

## Dane techniczne
| Rozmiar kół pojazdu (mm)   | P: 265/30 ZR 20 – T: 335/35 ZR 20         |
| Napęd                      | permanentny 4x4 ze sprzęgłem wiskotycznym |
| Typ silnika                | W16 64v                                   |
| Pojemność skok. (cm³)      | 8004 cm ³                                 |
| Skrzynia biegów (M/A)      | 5-biegowa (M)                             |
| Moc kW (KM)                | 464,5 kW (630 KM) przy 6000 obr / min.    |
| Moment obrotowy (Nm)       | 721 Nm przy 4000 obr / min.               |
| Prędkość maksymalna (km/h) | 330-350 km/h                              |
| -------------------------- | ----------------------------------------- |